# Allegro ma non troppo
Allegro ma non troppo (literalmente, "alegre pero no demasiado" o, en referencia a la música "no demasiado rápido") es un libro escrito por el historiador económico italiano Carlo Maria Cipolla, que se integra por dos cortos ensayos acerca de economía y sociedad. 
El primer ensayo, titulado "El papel de las especias (y de la pimienta en particular) en el desarrollo económico de la Edad Media", es una parodia de estudios de historia económica en el cual muestra el rol determinante que tuvo la pimienta en los hechos ocurridos en la Europa medieval, inventando relaciones causa-efecto mediante absurdas fórmulas cliométricas. Particularmente, atribuye la responsabilidad del gran aumento poblacional acontecido en el continente al supuesto efecto afrodisíaco de la pimienta. 
El segundo ensayo, "Las leyes fundamentales de la estupidez humana", estudia el comportamiento, abundancia y el peligro que representan los individuos estúpidos. Afirma que este grupo de personas, distribuido homogéneamente en la sociedad, es más peligroso que cualquier otro  y, además, causante de las desdichas pasadas y presentes que los seres humanos deben soportar.
Ambos escritos fueron publicados por separado en 1973 y 1976, respectivamente, en edición limitada, reservada únicamente para los allegados del autor. Sin embargo, el éxito que tuvo entre estos llevó a que algunas personas comenzaran a intentar conseguir los ensayos por medio de amigos y familiares de Cipolla. De este modo, ambos ensayos iniciaron una creciente circulación en forma clandestina. Finalmente, el autor decidió publicar los dos ensayos en 1988, en la editorial italiana Il Mulino, luego de revisarlos y realizar algunas modificaciones.
La traducción al español fue realizada en 1991 por Maria Pons y publicada por la editorial española Crítica.